# Ojoraptorsaurus
Ojoraptorsaurus is een geslacht van theropode dinosauriërs, behorend tot de groep van de Oviraptorosauria, dat tijdens het late Krijt leefde in het gebied van het huidige Noord-Amerika.

## Naamgeving en vondst
De typesoort Ojoraptorsaurus boerei is in 2011 benoemd en beschreven door Bob Sullivan, Steve Jasinski en Mark van Tomme. De geslachtsnaam verbindt de naam van de Ojoformatie met het Latijnse raptor, "rover" en voegt daar nog een gelatiniseerd Grieks saurus, "hagedis", aan toe, een aanduiding van een sauriër, zodat duidelijk is dat het om een roofsauriër gaat. De soortaanduiding eert de Nederlandse oceanograaf Arjan Boeré die het fossiel in de zomer van 2002 ontdekte.

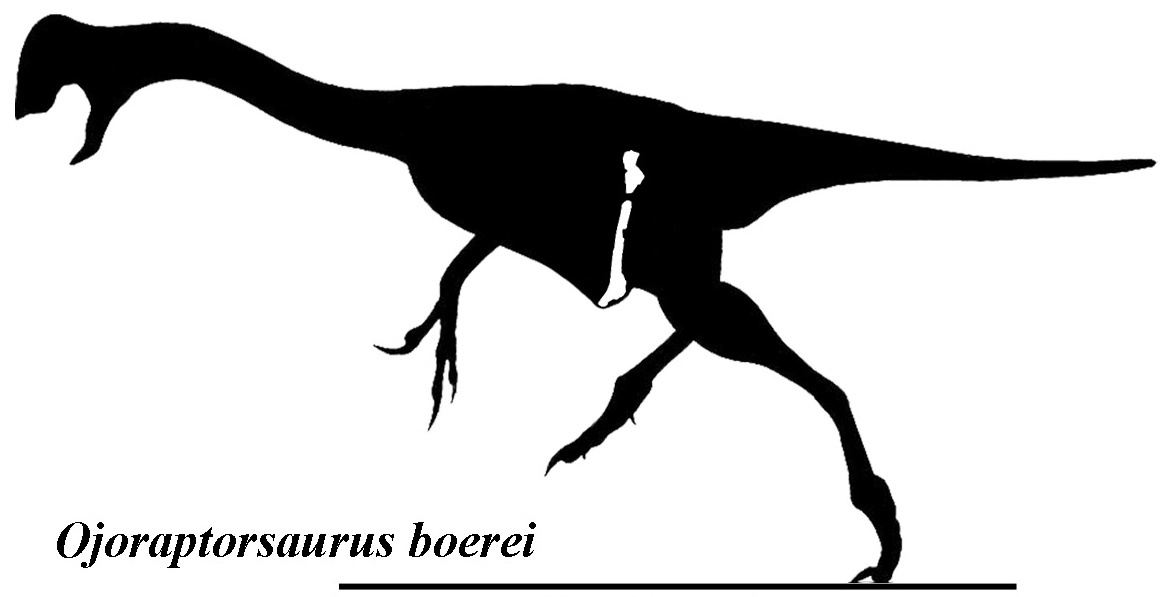
Een diagram dat de positie van het schaambeen toont, door Jaime Headden

Het holotype, SMP VP-1458, is bij Barrel Springs in New Mexico opgegraven in lagen van de Naashoibitoafzetting van de Ojo Alamo-formatie die dateert uit het vroege Maastrichtien, ongeveer 69 miljoen jaar oud. Het bestaat slechts uit een paar schaambeenderen.

## Beschrijving
Ojoraptorsaurus is een vrij kleine oviraptorosauriër. De beschrijvers schatten zijn lengte tussen de 1,8 en 2,1 meter wat een gewicht impliceert van zo'n vijftig à tachtig kilogram.
De beschrijvers wisten vier unieke afgeleide eigenschappen, autapomorfieën, vast te stellen. Op het voorste bovenoppervlak van de "voet" van het schaambeen bevindt zich een lepelvormige uitholling. Op de binnenkant van de schacht van het schaambeen bevindt zich een omsloten groeve die een afstand houdt van minstens één centimeter van de rand van het heupgewricht. Het gedeelte van de schacht vlak boven de voet is vooraan licht bollend. Het stuk van de basis van het schaambeen dat het overeenkomende aanhangsel van het darmbeen raakt heeft min of meer de vorm van een trapezium.
De schaambeenderen zijn niet geheel bewaard gebleven: stukken van het bovendeel van de schachten ontbreken. Ze hebben een geschatte complete lengte van een 344 millimeter. Deze ossa pubis onderscheiden zich door een sterk golvende schacht met een bolle voorkant en een holle achterkant. Zowel aan de binnenkant als de buitenkant van het schaambeen bevindt zich een groeve dicht bij, maar duidelijk gescheiden van, de rand langs het heupgewricht. Het voorste uitsteeksel van de "voet" van het schaambeen is verlengd en heeft bovenop een lepelvormige uitholling; het achterste uitsteeksel is vermoedelijk korter. Het bovenste deel dat het darmbeen raakt, is trapeziumvormig in plaats van driehoekig, waarbij de brede zijde naar beneden gericht is en de korte zijde naar boven. Ojoraptorsaurus gelijkt sterk op de in dezelfde publicatie benoemde Epichirostenotes maar verschilt daarvan in het laatstgenoemde kenmerk, een kortere relatieve schachtlengte, een robuustere bouw en een lagere positie van de groeven.

## Fylogenie
Ojoraptorsaurus is door de naamgevers in de Caenagnathidae geplaatst. Dat maakt hem tot de zuidelijkste caenagnathide die ooit in Noord-Amerika is gevonden, de enige uit New Mexico en de enige die zeker uit het Maastrichtien stamt.